# Диртутьлантан
Диртутьланта́н — неорганическое соединение, интерметаллид
лантана и ртути
с формулой LaHg2,
кристаллы.

## Получение
- Сплавление стехиометрических количеств чистых веществ:

{\displaystyle {\mathsf {2Hg+La\ {\xrightarrow {1043^{o}C}}\ LaHg_{2}}}}

## Физические свойства
Диртутьлантан образует кристаллы гексагональной сингонии, пространственная группа P 6/mmm, параметры ячейки a = 0,4958 нм, c = 0,3640 нм, Z = 1,
структура типа диборида алюминия AlB2
.
Соединение конгруэнтно плавится при температуре 1043 °C.